# Monts Balele

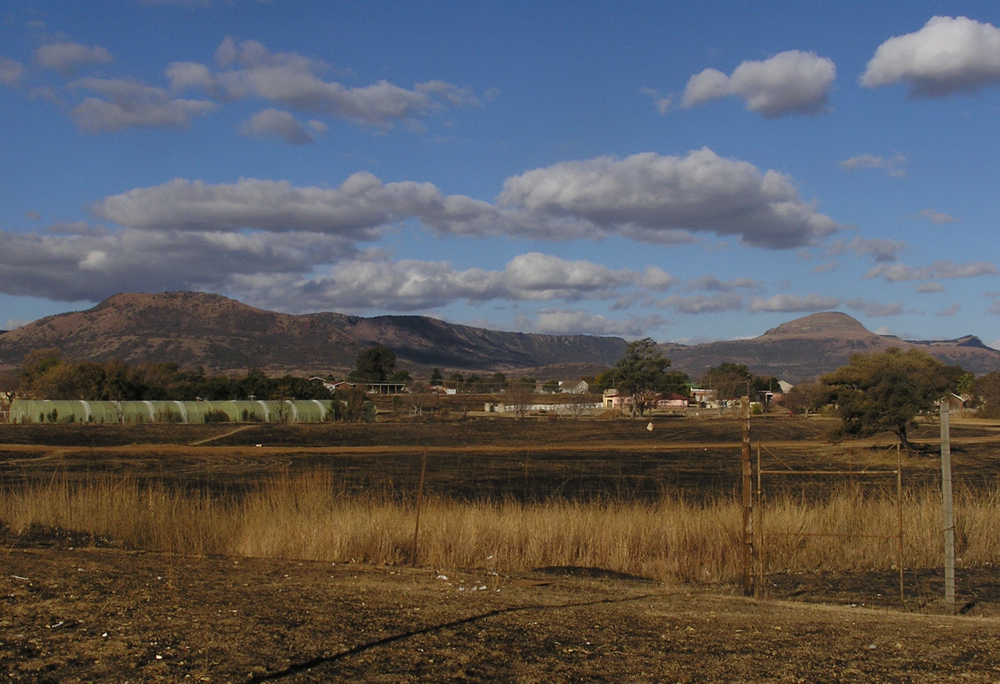
Monts Balele surplombant Utrecht.

Les monts Balele (Balelesberg en afrikaans), parfois Belela, sont un massif de montagnes situé en grande partie dans le Kwazulu-Natal en Afrique du Sud.

## Géographie
Les monts Balele s'étirent au nord de la ville d'Utrecht, qui se situe à leur pied, au sud-est de Wakkerstroom et Volksrust (dans le Mpumalanga), et au nord-est de la région de Newcastle. Le mont Vaalkop en est le point culminant.

## Géologie
Comme sur les pentes orientales du Drakensberg, la dolérite domine les falaises d'effondrement des contreforts des monts Balele.

## Histoire
Au début du XXe siècle, l'Utrecht Collieries Company commença à exploiter le charbon dans les monts Balele. En 1906, le gouverneur décida de faire construire une ligne de chemin de fer entre Utrecht et Newcastle. La ligne fut inaugurée en 1910 par Lord Methuen, devenu gouverneur du Natal.